# Apex (Nunavut)

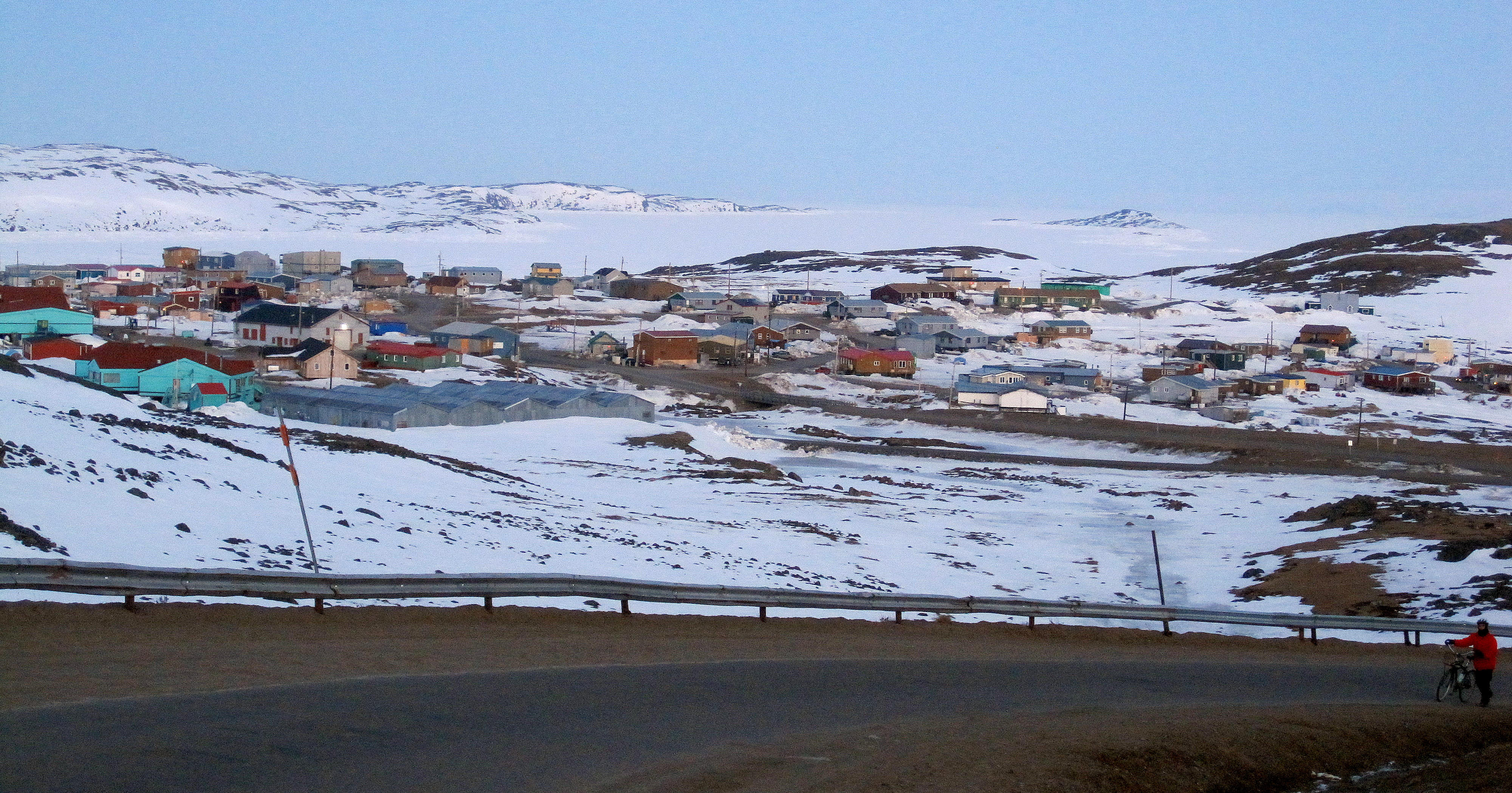
Vedere la Apex de la drumul spre Apex.

Apex (în Inuktitut Niaqunngut) este o comunitate mică din Iqaluit situată pe Insula Baffin din Nunavut, Canada. Se află la aproximativ 5 km (3,1 mi) sud-est de Iqaluit pe o mică peninsulă care separă Koojesse (Kuujussi) Inlet de Tarr Inlet. Din punct de vedere istoric, Apex a fost locul în care locuiau cei mai mulți inuiți când Iqaluit era un sit militar și era interzis pentru oricine nu lucra la bază. Comunitatea este accesată prin pod sau drum și mărginită de un pârâu local (kuujuusi) și o cascadă (kugluktuk). Aici se află adăpostul pentru femei, o biserică, școala elementară Nanook și o pensiune, împreună cu locuințe pentru aproximativ 60 de familii
O parte din punct de vedere oficial și funcțional a orașului Iqaluit, unii rezidenți Apex tind să respingă afilierea cu „Frobisher Bay”. La audierile Comisiei de delimitare electorală din Nunavut din 2006 și în raportul final rezultat, membrii comunității au cerut reprezentare teritorială în comunitatea Kimmirut din sudul Baffin, mai degrabă decât să continue cu părți din districtele existente din Iqaluit. Viceprimarul din Iqaluit are portofoliul suplimentar de a reprezenta și de a răspunde intereselor cetățenilor din Apex.

## Istorie
Comunitatea a început în 1949 când Hudson's Bay Company și-a mutat operațiunile din sudul Baffin de la Ward Inlet la locația Apex Beach pentru a profita de activitatea sporită din apropierea noii baze a forțelor aeriene americane și a pistei de aterizare. În anii 1950, comunitatea conținea o serie de clădiri administrative pentru Departamentul de Sănătate și Bunăstare de Nord, precum și unități de locuințe inuite, o spălătorie publică și o casă de baie și stația de îngrijire inițială pentru regiunea Baffin. Această ultimă unitate a acționat ca un punct de triaj și de predare pentru tratamentul în spitalele de tuberculoză. Un monument dedicat inuiților care au mers în sud ca bolnavi de tuberculoză și nu s-au întors, a fost comandat de Pairijait Tigumivik, (Societatea Bătrânilor din Iqaluit) și este situat în fața stației de asistență medicală de pe malul pârâului. Mici găuri din monument acționează ca un „zid de rugăciune” conceput pentru a permite inserarea de mesaje pentru rudele decedate.
Unitățile de locuințe inuite care au crescut în Apex au fost fie în stilul „cutie de chibrituri” cu o singură cameră, cu o talie ciupită (anii 1960), fie 512 (numit după suprafața pătrată a acestui model de locuințe). Familiile originale Apex, (inclusiv familiile Michael, Alainga, Peter, Joamie, Onalik și Timotee) au construit aceste case din pachete standard furnizate de guvern. A existat și o mică fabrică de conserve de monstre, promovată de Departamentul pentru Pescuit și Oceane. Fabrica de conserve a încurajat pescuitul la niveluri care au dus la dispariția stocurilor de pește din râul Sylvia Grinnell din Iqaluit, care abia acum (~2008) dă semne de revenire la niveluri care ar justifica denumirea „Iqaluit” pentru această regiune.

## Climă
Apex, la fel ca Iqaluit, are o climă de tundra (Köppen: ET) tipică regiunii arctice, deși se află în afara Cercului polar. Zona are ierni lungi și reci și veri scurte și răcoroase. Temperaturile medii lunare sunt sub punctul de îngheț timp de opt luni pe an. Iqaluit are o medie de puțin peste 400 mm (16 inchi) de precipitații anual, mult mai umede decât multe alte localități din Arhipelagul Arctic, vara fiind cel mai ploios sezon. Temperaturile lunilor de iarnă sunt comparabile cu alte comunități nordice mai la vest de pe continent, cum ar fi Yellowknife și într-o oarecare măsură chiar și Fairbanks, Alaska, chiar dacă Apex este cu câteva grade mai rece decât acesta din urmă. Temperaturile de vară sunt, totuși, mult mai reci din cauza poziției sale maritime din est, afectată de apele curentului rece al Insulei Baffin. Aceasta înseamnă că linia copacilor este mult mai la sud în partea de est a Canadei, fiind la fel de spre sud, în ciuda cotei scăzute, ca nordul Labradorului.